# Stazione di Misterbianco
La stazione di Misterbianco era una stazione ferroviaria della ferrovia Circumetnea, posta al km 12, al servizio della città di Misterbianco.

## Storia
I lavori per la costruzione del primo tratto della ferrovia e dei suoi impianti ebbero inizio nel 1889. Il 2 febbraio 1895 la stazione venne messa in servizio assieme al tratto, che da Catania Borgo arrivava ad Adernò (poi Adrano).
La stazione venne costruita in zona periferica, proprio all'inizio della strada comunale per il santuario della Madonna degli Ammalati, quindi di facile accessibilità e vicina rispetto al centro cittadino; con il passare degli anni è stata inglobata dal paese. Proprio nelle adiacenze si trovava il grande opificio di Monaco e figli, che si avvalse del servizio merci offerto, e che venne collegato con un binario di raccordo, dato che qualche anno dopo, la ferrovia ebbe accesso anche alle banchine del Porto di Catania tramite la propria stazione di Catania Porto.

### Interventi di riqualificazione e ristrutturazione
A luglio del 2021 iniziarono i lavori di ristrutturazione della stazione, i quali erano già in progetto da molti anni. La ristrutturazione prevedeva il cambio del colore del fabbricato di stazione (dal bordeaux al giallo), il cambio delle porte e finestre in legno con quelle in metallo, l'installazione della linea gialla tattile ex novo (per non vedenti) sul marciapiede del primo binario, l'installazione ex novo degli speaker annuncianti l'arrivo del treno (che furono installati prima dell'avvio vero e proprio della ristrutturazione, ovvero nel mese di febbraio dello stesso anno), la ristrutturazione degli interni, dei muri di confine a ridosso della strada e anche dei servizi igienici. Inoltre fu nuovamente installato il sistema di videosorveglianza, il quale da qualche tempo era disattivato.

### La dismissione in vista della costruzione della metropolitana di Catania
Dal 15 giugno 2024, in seguito alla chiusura della tratta Catania Borgo-Paternò, la stazione è stata definitivamente dismessa. La chiusura della tratta è stata motivata con la presunta interferenza con i cantieri (in corso di apertura) per lavori di costruzione della metropolitana di Catania.

## Strutture e impianti

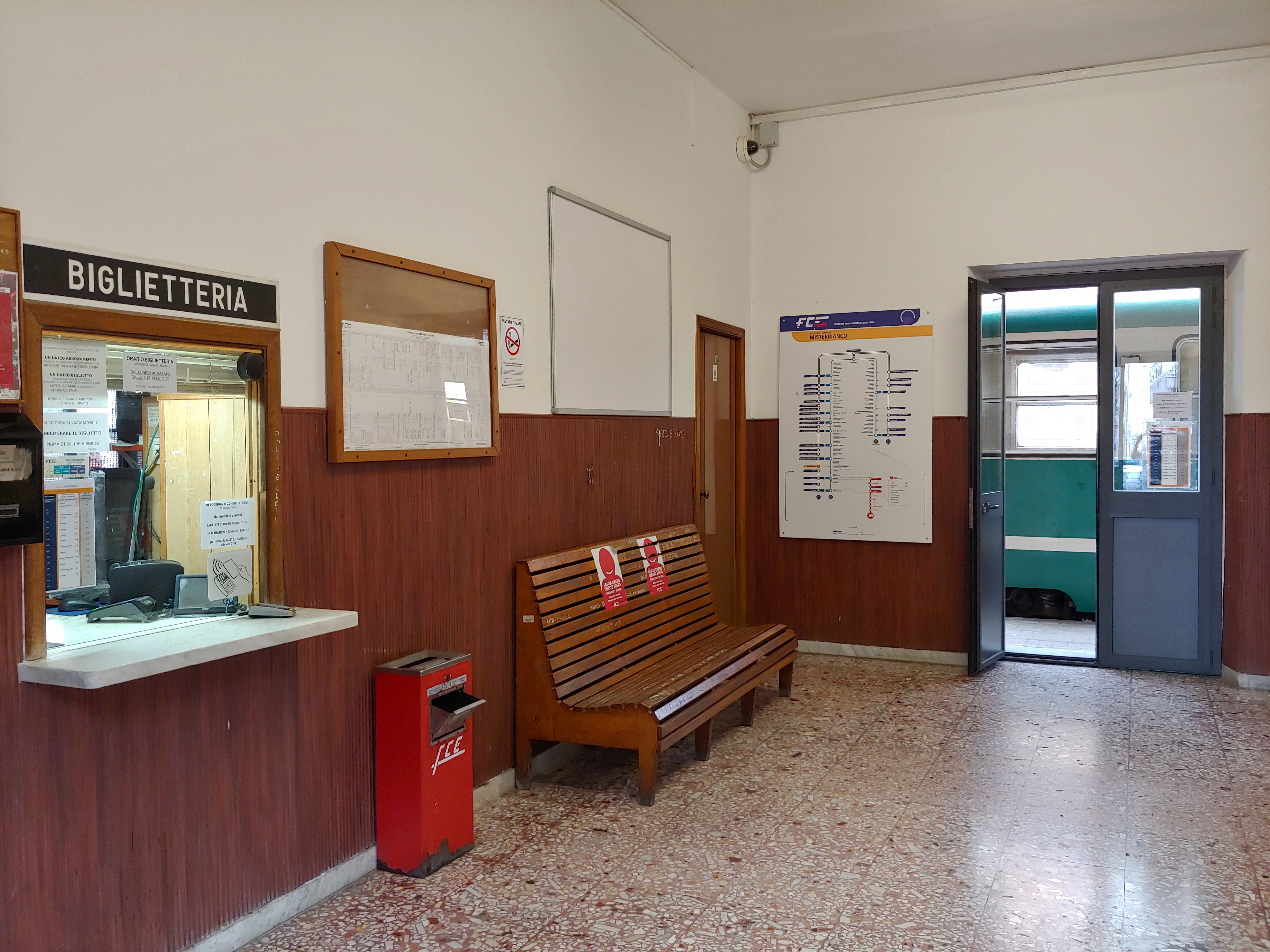
La sala d'attesa-biglietteria della stazione di Misterbianco. Al di fuori della stazione, si può vedere l'automotrice ADe 14 (serie ADe 11-20), mentre stava effettuando la sua fermata regolare.

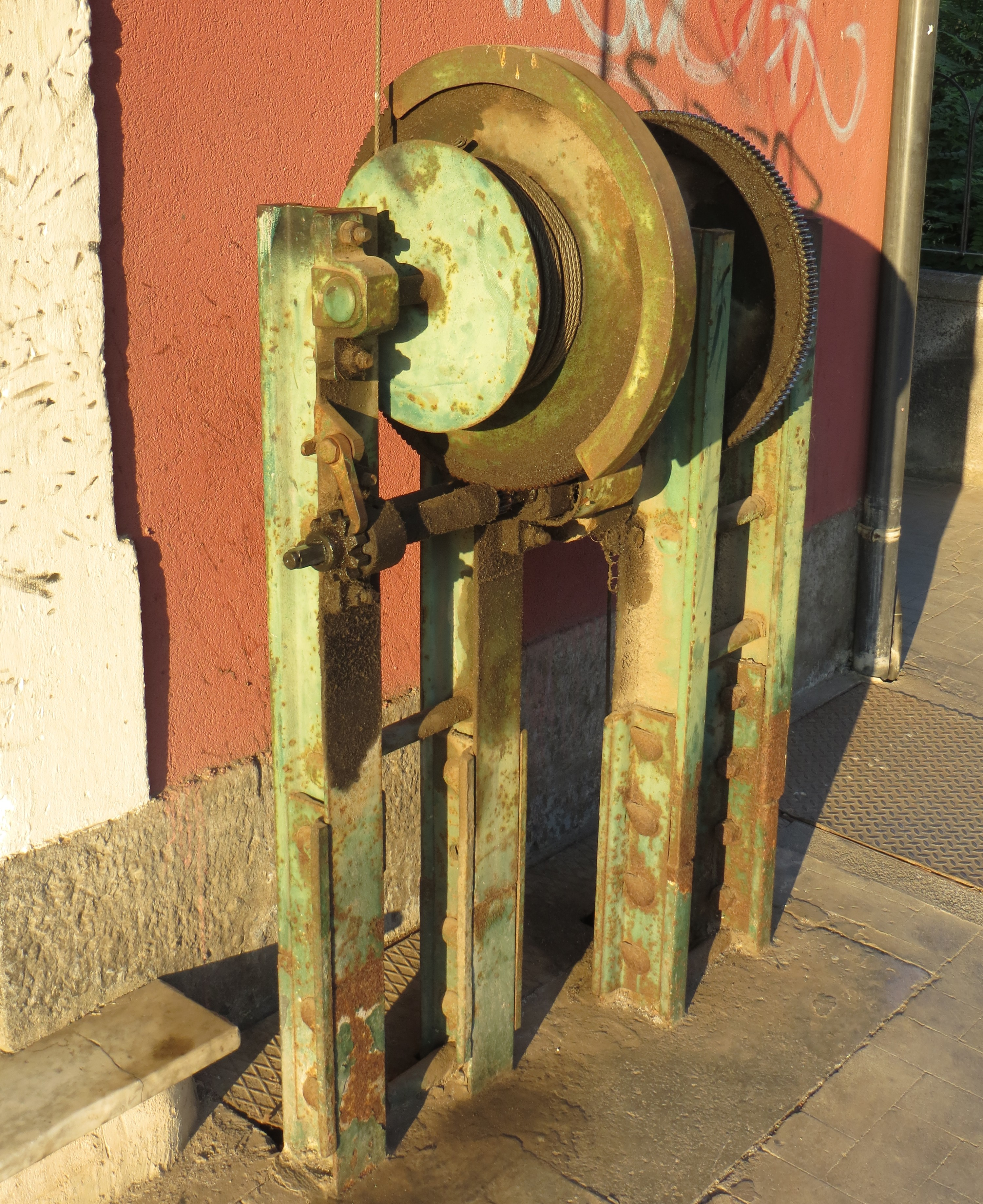
L'organo a cremagliera per l'azionamento dei passaggi a livello della stazione di Misterbianco, 15 agosto 2021

La stazione di Misterbianco era situata nella zona periferica, a nord-est della città, a poca distanza della centrale via Giacomo Matteotti, dall'ufficio centrale delle Poste Italiane e dal Municipio. L'edificio di stazione era a due elevazioni, ed era posto a sud del fascio binari viaggiatori; quest'ultimo era costituito da due binari interconnessi da due scambi elettromagnetici di estremità, dal segnalamento di protezione e partenza, e da un binario tronco parallelo, collegato al primo binario da uno scambio manuale; attraverso quest'ultimo si accede al piano caricatore merci ormai in disuso.
Molti anni fa era stata avviata la fase propedeutica dei lavori per l’installazione dei passaggi a livello automatici, i quali avrebbero sostituito le storiche barriere azionate manualmente dall’organo a cremagliera, tuttavia il progetto fu abbandonato, con la motivazione che nei rispettivi passaggi a livello non vi è lo spazio necessario per l’installazione degli organi di movimento. Gli storici organi a cremagliera (nonché la presenza degli operatori di stazione) sono rimasti fino alla chiusura della stazione di Misterbianco a causa dei lavori della Metropolitana di Catania. L'unica stazione a mantenere ancora questo sistema è quella di Paternò (in quest’ultima è rimasto solo quello lato Randazzo, poiché quello lato Catania è già automatico da parecchi anni).
Negli anni settanta sono stati definitivamente asportati i binari del fascio merci e il raccordo industriale che conduceva allo Stabilimento di Monaco.

## Movimento

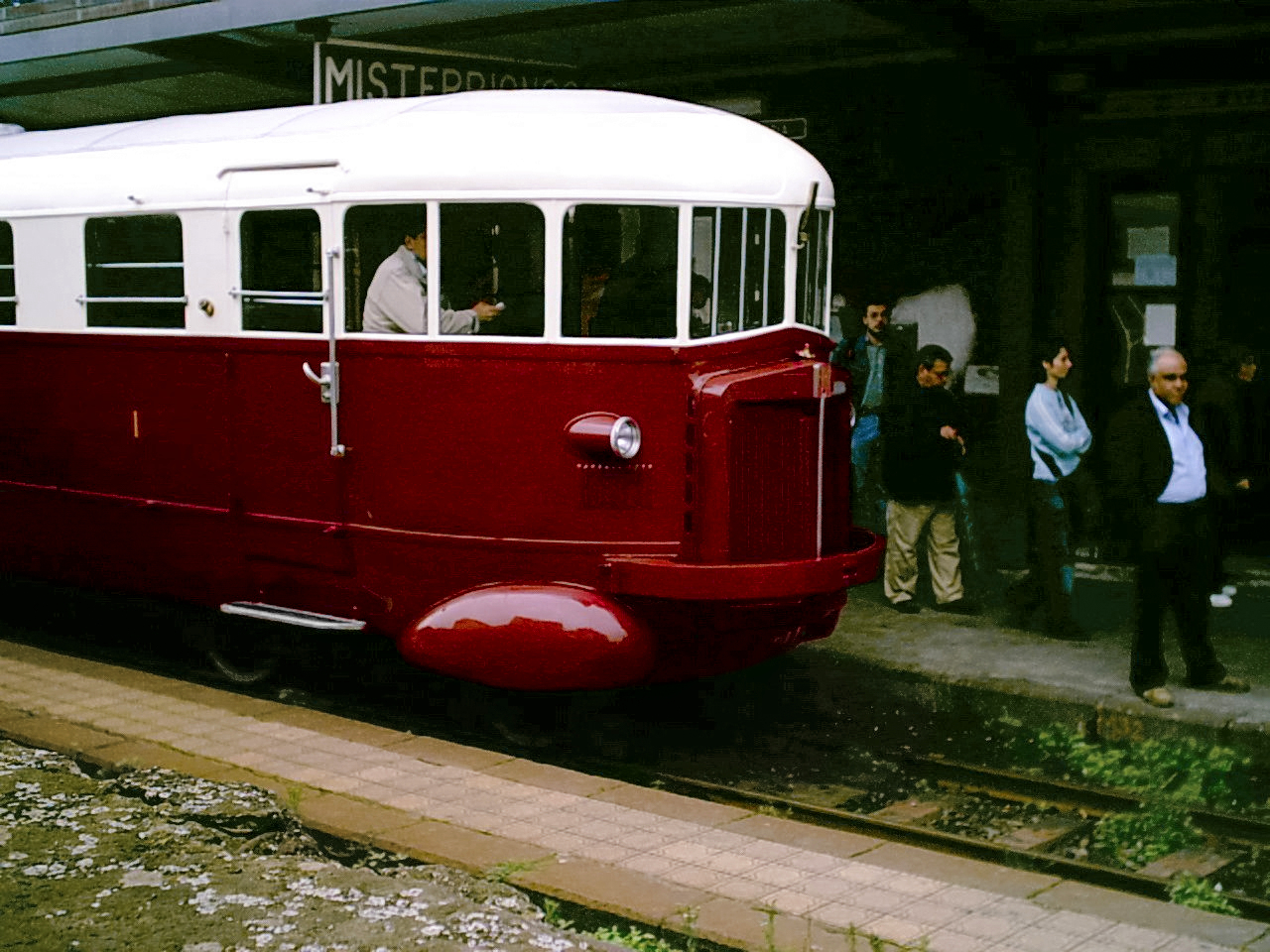
Una presenza eccezionale: l'automotrice FCE ALn 56 restaurata e riportata nei colori originali, fotografata alla stazione di Misterbianco

L'offerta d'orario in vigore dal 1º febbraio 1899 prevedeva la fermata di tutti i treni in circolazione sulla linea: si trattava di tre coppie di treni misti di 1ª, 2ª, 3ª classe e di una coppia di misti, limitata a Paternò, di sola 3ª classe. La stazione era origine di un consistente traffico merci dall'adiacente stabilimento di Monaco.
Dagli anni '90 il servizio ferroviario venne svolto solo nei giorni feriali. Il numero di corse subiva inoltre una riduzione dell'offerta nel periodo estivo tra giugno e settembre e nei restanti periodi di chiusura generalizzata delle scuole.
L'orario di servizio invernale del 2017 offriva 16 treni giornalieri in arrivo da Catania, e in prosecuzione, e 14 treni per la città etnea. Dal 2019 in poi le corse sono scese a 10 coppie giornaliere, riducendosi ancora negli anni successivi.

## Servizi
La stazione era dotata di:
- Biglietteria a sportello;
- Biglietteria automatica;
- Sala d'attesa;
- Annuncio sonoro annunciante l'arrivo dei treni;
- Servizi igienici.